# Ewa Kacprzak
Ewa Katarzyna Kacprzak – polska geograf, dr hab. nauk społecznych, adiunkt Wydziału Geografii Społeczno-Ekonomicznej i Gospodarki Przestrzennej Uniwersytetu im. Adama Mickiewicza w Poznaniu.

## Życiorys
W 2001 r. obroniła pracę doktorską pt. Zmiany przestrzenno-organizacyjne sadownictwa w Polsce w latach 1988-1998, której promotorem był prof. Benicjusz Głębocki, w 2020 r. habilitowała się na podstawie pracy zatytułowanej Zmiany organizacyjno-przestrzenne rynku rolno-spożywczego a struktura przestrzenna rolnictwa w Polsce na przełomie XX i XXI wieku. Została zatrudniona na stanowisku adiunkta na Wydziale Geografii Społeczno-Ekonomicznej i Gospodarki Przestrzennej Uniwersytetu im. Adama Mickiewicza w Poznaniu.
Jest członkiem Rady Dyscypliny Naukowej –  Geografii Społeczno-Ekonomicznej i Gospodarki Przestrzennej Uniwersytetu im. Adama Mickiewicza w Poznaniu.